# 伊達巻

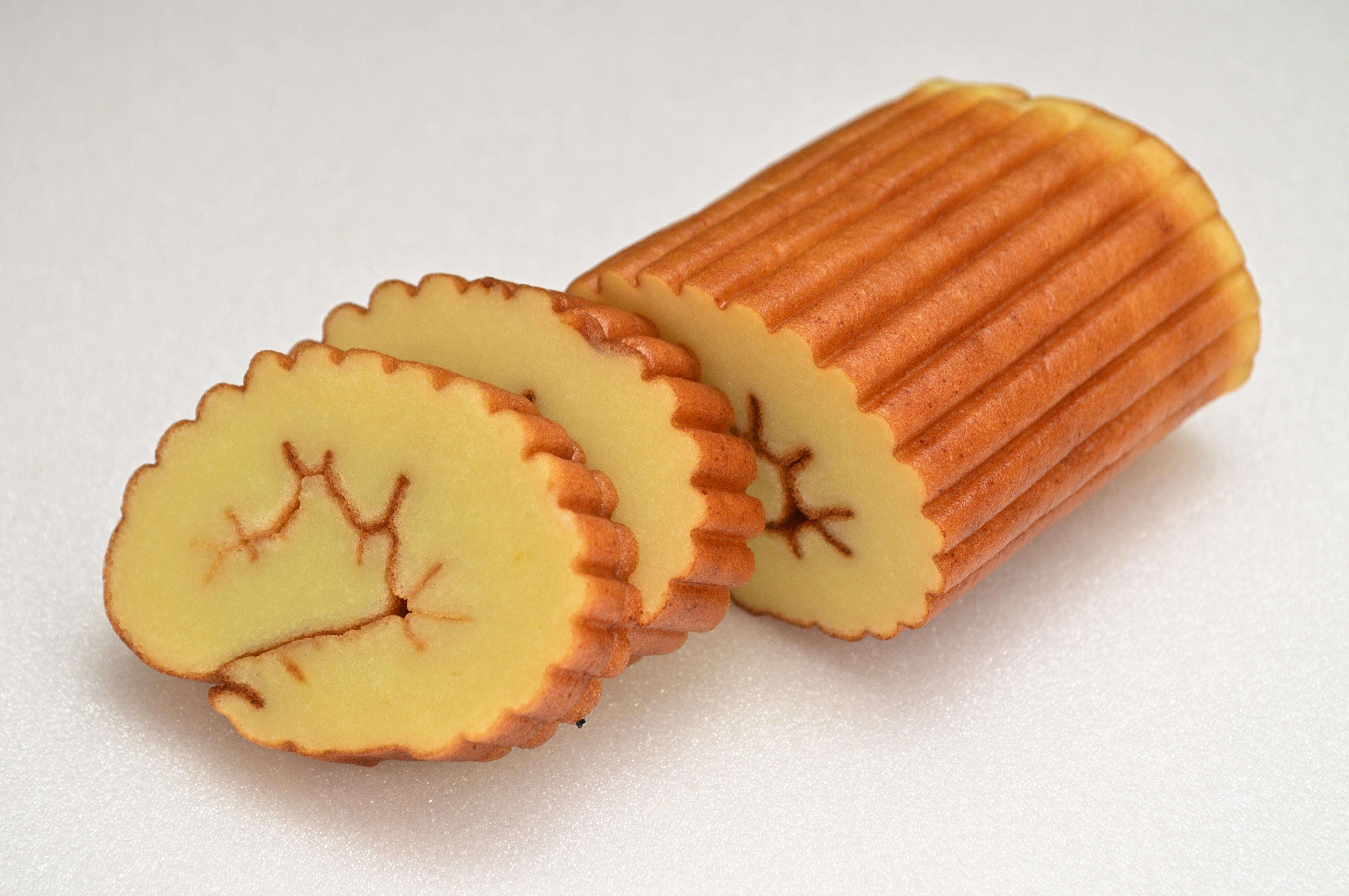
伊達巻

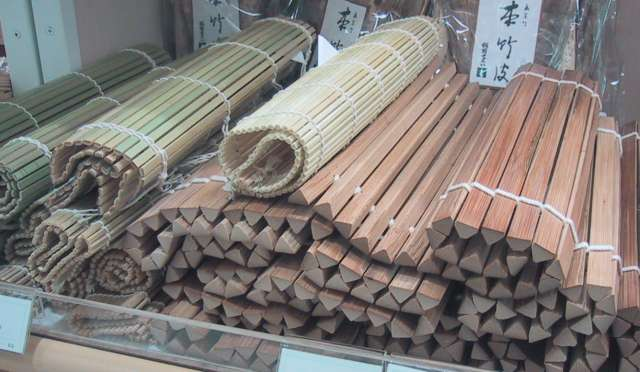
伊達巻作りには必須の巻き簾

伊達巻（だてまき）は、魚のすり身を使った卵料理の一種。伊達巻き卵ともいう（だし巻き卵とは異なる）。御節料理などに入れられ一般的な卵焼きよりも形や色合いが凝っていることから、お洒落なものを意味する「伊達もの」から伊達巻と呼ばれるようになった。

## 概要
伊達巻は、白身魚やエビのすり身に黄身や溶き卵と出汁を加えてよくすり混ぜ、みりんや砂糖で調味して焼き上げる。熱いうちに巻き簾（まきす）で巻いて形を整える。家庭で作る場合は生のすり身の代わりに、入手が容易な魚肉練り製品のはんぺんで代用することができる。すり身を用いる江戸前寿司の「玉子焼き」は、巻き簾で巻く前の段階では類似している。
日本の正月の御節料理に入れられる代表的な一品である。ただし、甘みの強い伊達巻ではなく、代わりにだし巻き卵を入れる地域もある。なお、銚子などの地方ではこれで酢飯や具を巻いた伊達巻寿司が供されている。

## 備考
- 戦国時代の武将・伊達政宗の好物とされ[4]、伊達巻という名称はそれに由来するという説がある。大阪府の食品メーカー・千日総本社（現：せんにち）により、伊達政宗の命日である5月24日が「伊達巻の日」に制定されている[5]。
- 宮城県石巻市では伊達巻と同じ材料を使い、同じように調理するが巻かないものをカステラかまぼこと呼んでいる。
- 起源は16世紀半ばにポルトガルから伝わったロールケーキ、との説がある[6]。
- 関西以西では、「の巻」または「トラ巻」などとも言う[7]。